# Đỗ Đức Duy
Đỗ Đức Duy (sinh ngày 20 tháng 7 năm 1970) là một chính trị gia người Việt Nam. Ông nguyên là Ủy viên Ban Chấp hành Trung ương Đảng Cộng sản Việt Nam khóa XIII, Bộ trưởng Bộ Nông nghiệp và Môi trường. Trước khi sáp nhập Bộ, ông từng làm Bộ trưởng Bộ Tài nguyên và Môi trường. Ngoài ra, ông còn từng là Bí thư Tỉnh ủy Yên Bái, Chủ tịch Ủy ban nhân dân tỉnh Yên Bái khóa XVIII, nhiệm kỳ 2016 - 2021, nguyên Thứ trưởng Bộ Xây dựng.

## Lý lịch và học vấn
Đỗ Đức Duy sinh ngày 20 tháng 5 năm 1970, quê quán: Xã Thụy Văn, huyện Thái Thụy, tỉnh Thái Bình.
Ông từng là sinh viên khóa 34 Khoa Xây dựng Dân dụng và Công nghiệp - Trường Đại học Xây dựng Hà Nội và giảng viên Trường Đại học Kiến trúc Hà Nội.
Trình độ chuyên môn: Thạc sĩ Xây dựng.
Trình độ lý luận chính trị: Cao cấp lý luận chính trị.
Trình độ ngoại ngữ: Tiếng Anh C.

## Sự nghiệp
Tháng 7/1994 - tháng 1/1996: Kỹ sư thiết kế kết cấu công trình, Công ty Kiến trúc HAAI, Trường Đại học Kiến trúc Hà Nội.
Tháng 2/1996 - tháng 3/2002: Giảng viên Khoa Xây dựng, Trường Đại học Kiến trúc Hà Nội.

### Bộ Xây dựng
Tháng 4/2002 - tháng 7/2002: Công tác biệt phái tại Vụ Tổ chức cán bộ, Bộ Xây dựng.
Tháng 7/2002 - tháng 2/2008: Chuyên viên Vụ Tổ chức cán bộ, Bộ Xây dựng.
Tháng 3/2008 - tháng 10/2012: Phó vụ trưởng Vụ Tổ chức cán bộ, Bí thư Chi bộ Vụ Tổ chức cán bộ nhiệm kỳ 2012 - 2015.
Tháng 11/2012 - tháng 7/2015: Chánh Văn phòng Bộ Xây dựng, Ủy viên Ban Thường vụ Đảng ủy Bộ Xây dựng nhiệm kỳ 2010 - 2015.
Từ tháng 8/2015 - tháng 2/2017: Ủy viên Ban cán sự Đảng, Thứ trưởng Bộ Xây dựng, Phó Bí thư Đảng ủy Bộ Xây dựng nhiệm kỳ 2015 - 2020.
Đỗ Đức Duy được phân công giúp Bộ trưởng Bộ Xây dựng quản lý nhà nước các lĩnh vực công tác: 
- Xử lý và chỉ đạo thực hiện ban đầu các văn bản của Quốc hội, Chính phủ, Thủ tướng Chính phủ có liên quan tới nhiều lĩnh vực, nhiều cơ quan đơn vị thực hiện, khi Bộ trưởng vắng mặt; Công tác xây dựng văn bản quy phạm pháp luật ngành Xây dựng; Quản lý nhà nước về các lĩnh vực nhà ở, công sở; Quản lý nhà nước về thị trường bất động sản; Công tác pháp chế, cải cách hành chính của Bộ Xây dựng; Công tác đào tạo, bồi dưỡng cán bộ, công chức, viên chức Khối cơ quan Bộ; đào tạo, bồi dưỡng cán bộ quản lý và chuyên môn đô thị các cấp.
- Thực hiện các nhiệm vụ: Trưởng ban chỉ đạo thực hiện Quy chế dân chủ ở cơ sở của Bộ Xây dựng; Trưởng ban chỉ đạo Chương trình công nghệ thông tin ngành Xây dựng; Trưởng ban chỉ đạo triển khai xây dựng và áp dựng Hệ thống quản lý chất lượng theo tiêu chuẩn quốc gia TCVN ISO 9001:2008 tại khối cơ quan Bộ; Trưởng ban Chỉ huy quân sự Bộ Xây dựng; Thường trực Hội đồng thi đua khen thưởng Bộ Xây dựng; Chủ tịch Hội đồng lương Cơ quan Bộ.[3]

### Tỉnh Yên Bái
Sáng ngày 8 tháng 2 năm 2017: Tại Hội nghị Ban Chấp hành Đảng bộ tỉnh Yên Bái khoá XVIII đã triển khai Quyết định số 439-QĐNS/TW ngày 6/2/2017 của Ban Bí thư về công tác cán bộ, Đỗ Đức Duy, Ủy viên Ban cán sự Đảng, Thứ trưởng Bộ Xây dựng được chỉ định tham gia Ban Chấp hành, Ban Thường vụ Tỉnh uỷ và giữ chức Phó Bí thư Tỉnh uỷ Yên Bái nhiệm kỳ 2015 - 2020 và được giới thiệu để HĐND tỉnh bầu giữ chức Chủ tịch UBND tỉnh Yên Bái nhiệm kỳ 2016 - 2021.
Chiều ngày 8 tháng 2 năm 2017: Tại kỳ họp thứ 4 (phiên bất thường), HĐND tỉnh Yên Bái khoá XVIII bầu ông giữ chức Chủ tịch UBND tỉnh Yên Bái nhiệm kỳ 2016 - 2021, với số phiếu tuyệt đối 57/57 đạt 100% đại biểu nhất trí.

Từ ngày 05 tháng 11 năm 2019, ông tham gia Lớp bồi dưỡng kiến thức mới cho cán bộ quy hoạch cấp chiến lược khóa XIII của Đảng tại Học viện Chính trị quốc gia Hồ Chí Minh. Ngày 24 tháng 9 năm 2020, ông được bầu làm Bí thư Tỉnh ủy Yên Bái nhiệm kỳ 2020-2025 tại Hội nghị lần thứ nhất Ban Chấp hành Đảng bộ tỉnh Yên Bái khóa XIX.
Ngày 23 tháng 9 năm 2020, tại Hội nghị lần thứ nhất, Ban Chấp hành Đảng bộ tỉnh Yên Bái khóa XIX đã bầu ông Đỗ Đức Duy làm Bí thư Tỉnh ủy Yên Bái với số phiếu tín nhiệm 100% (48/48).
Ngày 2 tháng 10 năm 2020, Các đại biểu dự kỳ họp đã thông qua Nghị quyết về việc miễn nhiệm chức vụ Chủ tịch UBND tỉnh Yên Bái khóa XVIII, nhiệm kỳ 2016 – 2021 đối với đồng chí Đỗ Đức Duy – Bí thư Tỉnh ủy.

### Trung ương Đảng
Ngày 30 tháng 1 năm 2021, Tại Đại hội đại biểu toàn quốc lần thứ XIII của Đảng, đồng chí được bầu là Ủy viên Ban Chấp hành Trung ương Đảng Cộng sản Việt Nam khoá XIII, nhiệm kỳ 2021-2026.

### Đại biểu Quốc hội
- 7/2021: Đại biểu Quốc hội khóa XV và Trưởng Đoàn ĐBQH tỉnh Yên Bái.

### Bộ trưởngBộ Tài nguyên và Môi trường
Ngày 26 tháng 8 năm 2024, tại Kỳ họp bất thường lần thứ 8, Quốc hội đã phê chuẩn bổ nhiệm ông Đỗ Đức Duy giữ chức vụ Bộ trưởng Bộ Tài nguyên và Môi trường nhiệm kỳ 2021-2026 theo đề nghị của Thủ tướng Phạm Minh Chính.
Ngày 25 tháng 9 năm 2024, Văn phòng Chính phủ cho biết, Thủ tướng Chính phủ Phạm Minh Chính vừa ký Quyết định số 1041/QĐ-TTg phân công Phó Chủ tịch Thường trực Ủy ban sông Mê Kông Việt Nam. Theo quyết định, phân công Bộ trưởng Bộ Tài nguyên và Môi trường Đỗ Đức Duy đảm nhận chức danh Phó Chủ tịch Thường trực Ủy ban sông Mê Kông Việt Nam, Ủy viên Hội đồng Ủy hội sông Mê Kông quốc tế của Việt Nam.
Ngày 17 tháng 7 năm 2025, ông Đỗ Đức Duy bị Bộ Chính trị xử lí kỷ luật với hình thức cảnh cáo vì vi phạm gây hậu quả nghiêm trọng thời gian công tác tại Yên Bái.